# Christoph Pries
Christoph Pries (* 26. November 1958 in Isselburg) ist ein deutscher Politiker (SPD).

## Leben und Beruf
Nach dem Abitur 1979 am St. Josef-Gymnasium in Bocholt leistete Pries zunächst seinen Wehrdienst ab und begann 1980 ein Studium der Neueren Geschichte, der Osteuropäischen Geschichte und der Publizistik an der Westfälischen Wilhelms-Universität Münster, welches er 1986 als Magister Artium beendete. Anschließend war er bei der Stadtverwaltung der Stadt Rhede im Bereich Tourismus- und Fremdenverkehrsförderung tätig. 1990 wechselte er als journalistischer Mitarbeiter zur Westdeutschen Verlags- und Werbegesellschaft in Wesel. Seit 1993 ist er hier als Redakteur beschäftigt.
Christoph Pries ist verheiratet und hat zwei Kinder.

## Partei
Pries ist seit 1988 Mitglied der SPD und seit 2003 Vorsitzender des SPD-Unterbezirks Borken.
Zwischen 2000 und 2006 war Christoph Pries Vorsitzender des SPD-Ortsvereins Isselburg.

## Abgeordneter
Am 16. November 2005 rückte Pries für die verstorbene Abgeordnete Dagmar Schmidt in den Deutschen Bundestag nach. Hier war er seit dem 15. März 2006 Vorsitzender des Unterausschusses Neue Medien des Ausschusses für Kultur und Medien des Deutschen Bundestages. Mit der Wahl zum Deutschen Bundestag am 27. September 2009 ist Pries aus dem Deutschen Bundestag ausgeschieden.